# Anna Calvi
Anna Margaret Michelle Calvi (Twickenham, 1980) es una cantante y compositora británica de indie rock. Anna ha sido comparada con artistas como Patti Smith, PJ Harvey y Siouxsie Sioux.
En 2011 editó el álbum de estrella homónimo, siendo nominada al Mercury Prize 2011, concurriendo así, con los álbumes de Adele y PJ Harvey, siendo el premio atribuido a Harvey. En ese mismo año, Calvi fue incluida en la lista BBC Sound of 2011, que elige los 15 artistas más prometedores. El primero lugar fue alcanzado por Jessie J.

## Biografía
Anna Calvi nació en 1980, en Londres, hija de padre italiano. Habiendo nacido con problemas de salud, pasó la mayor parte del tiempo de sus primeros tres años de vida, en el hospital.  Antes del lanzamiento del primer álbum, era elogiada por Brian Eno,  que se refirió a Calvi como "la mayor cosa desde Patti Smith". En 2010 hizo la primera parte de los conciertos de Interpol y de la banda de Nick Cave, Grinderman. El día 11 de octubre del mismo año, lanza su single de estrella, "Jezebel", una versión del tema de 1951, celebrado por Frankie Laine y Édith Piaf. El álbum de debut homónimo, surge en enero de 2011, por la editora Domino Records.

## Discografía

### Álbumes
- 2011: Anna Calvi
- 2013: One Breath (7/10/2013)
- 2014: Strange weather
- 2018: Hunter
- 2020: Hunted

### Sencillos
- 2010: "Jezebel"
- 2011: "Susanne and I"
- 2011: "Desire"
- 2011: "Blackout"
- 2011: "Baby It's You"
- 2013: "Eliza / A Kiss To Your Twin"
- 2013: "Endless World / 1970s Wind"
- 2013: "Suddenly / Fire"
- 2014: "Piece by Piece"
- 2014: "Strange weather"
- 2018: "Don't beat the girl out of my boy"